# Taitu etióp császárné
Taitu (Gondar, Etiópia, 1851 – Entotto, Etiópia, 1918. február 11.), amharául: ጣይቱ (Taytu), névváltozata: Tajtu, születési neve: Valatta Mikael, amharául: ወለተ ሚካኤል (walatta mikael), ragadványneve: Etiópia Fénye, amharául: ብርሃን ዘ ኢትዮጵያ (Berhane Ze Ityopya), etióp császárné és soai királyné. I. Tekle Gijorgisz etióp császár ükunokája, II. Menelik etióp császár 3. felesége és Zauditu etióp császárnő mostohaanyja, valamint Zauditu 4. férjének, Rasz Gugszának a nagynénje.

## Élete

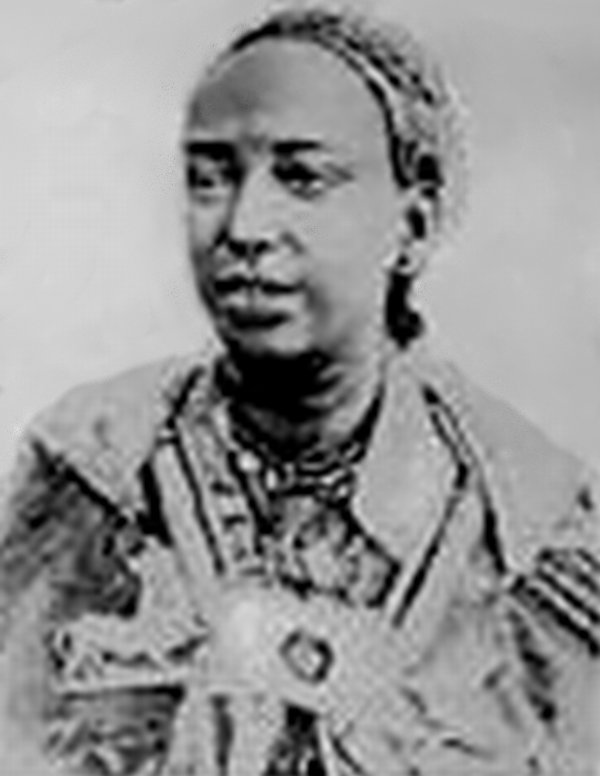
Taitu császárné

Taitu császárné Betul Hailé Mariam szemieni kormányzó és Jesit úrnő lánya. A császárné az apja révén I. Takla Gijorgisz etióp császár (1755–1817) ükunokája. I. Takla Gijorgisz császár lánya, Amata Szelasszié hercegnő, aki Gugsza Merszo etióp alkirály (–1825) felesége volt, szülte Hirut úrnőt, Taitu császárné apjának, Betul kormányzónak az édesanyját. Taitu császárnénak két öccse és egy húga született. Öccsének, Vele (–1918) tigréi kormányzónak az egyik fia, Gugsza rasz vette feleségül Zauditu későbbi etióp császárnőt. Taitu unokahúga, Gugsza nővére, Kefej úrnő pedig IV. János etióp császár házasságon kívüli fiával, Mangasa (1865–1906) tigréi herceggel kötött házasságot, és ebből a frigyből született Aszter úrnő, V. Ijaszu etióp császár első felesége. Aszter bátyjának, Szejum (–1960) tigréi hercegnek az elsőszülött lánya, Valatta Iszrael (–1988) hercegnő ugyanakkor Aszfa Vosszennek, Hailé Szelasszié és Menen etióp császárné elsőszülött fiának volt az első felesége.

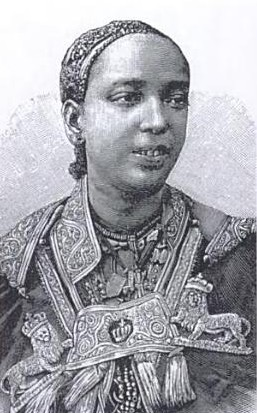
A fiatal Taitu

1883. április 29-én ötödszörre feleségül ment Szahle Mariam soai királyhoz, aki 1889-től II. Menelik néven Etiópia császára lett. II. Menelik előző, második felesége, Emjat Bafana soai királyné Taitu harmadik férjének, Zeka Gacsunak volt a nővére. Taitut 1889. november 5-én az Addisz-Abeba melletti Entotto-hegyi Szűz Mária templomban koronázták császárnévá.
Az új etióp főváros, Addisz-Abeba helyét Taitu választotta ki. Ő alapította az etióp Vöröskeresztet is 1902-ben. A régi-etiópok csoportja élén Taitu császárné állt.

## Származása

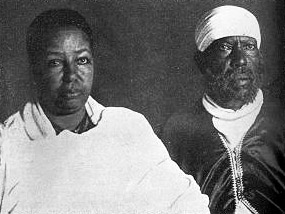
Az idős császári pár